# Любовь приходит с неба
«Любовь приходит с неба» (кор. 사랑의 불시착, Sarangui Bulsichak) — южнокорейский телесериал. В главных ролях Хён Бин, Сон Йеджин, Ким Джунг-хён и Со Джи-хе. Выходил с 14 декабря 2019 по 16 февраля 2020 года на канале tvN.
К концу показа телесериал установил рекордный рейтинг на канале tvN — 21,7 %.

## Сюжет
Юн Се Ри — южнокорейская наследница чеболей и генеральный директор своей компании Se-ri’s Choice, в то время как её братья владеют другой — Queen’s Group. Однако, когда Queen’s Group потребовалось новое руководство, отец Се Ри предпочел её некомпетентным сводным братьям. Но до того она смогла взять управление в качестве генерального директора Queen’s Group, она испытывала параплан и попала в циклон. Шторм отправил её через демилитаризованную зону, и она приземлилась в Северной Корее.
Сери пережила крушение и столкнулась с северокорейским капитаном Ри Джун Хёк и его командой. Она попыталась сбежать и вернуться в Южную Корею самостоятельно, но потерпела неудачу. Капитан Ри обнаружил, что она наткнулась на его деревню, и неохотно позволил ей остаться у себя. Сери пригрозила разоблачить некомпетентность его команды при её захвате, и рискнуть нарушить военную дисциплину. Ри согласился помочь найти способ отправить её обратно в Сеул, а позже притворился её парнем перед сельскими жителями, чтобы избежать подозрений, и завязал многообещающий роман.
С первой попытки капитан Ри попытался переправить Сери на лодке, но ему помешал прибрежный северокорейский патруль. Во время второй попытки капитан Ри заставил Сери притвориться северокорейским атлетом во время гастролей по Европе. Она бы покинула команду и сама полетела бы домой, но затея сорвалась из-за вмешательства сотрудника северокорейской государственной безопасности, Чол-банды Чо. Офицер разведки вышел на них и пытался убить их обоих, но те выжили. Между тем сводный брат и невестка Сери, Сехён и Сана, узнали о Сери, попавшей на север, и также со своей стороны препятствовали её возвращению.
После того, как капитан Ри чуть не погиб во второй попытке, они больше не могли сдержать свои чувству друг к другу. Однако Джун Хёк уже помолвлен с другой женщиной, Со Дан. Когда Дэн узнала о происхождении Сери, она сообщила об этом директору главного политического управления Ли, отцу капитана Ри. Директор Ри схватил Сери, чтобы лучше понять ситуацию, и был удивлен, обнаружив, что они влюблены. Благодаря его вмешательству, Сери всё-таки удалось переправить в Южную Корею.
За время её месячного отсутствия семья Сери объявила о её смерти. Се-хён стал генеральным директором Queen’s Group, а Сана собирался объединить Se-ri’s Choice с Queen’s Group, когда Сери вдруг вернулась. Сери вернулась на должность генерального директора своей компании и выгнала Санга. Во время собрания семьи её отец Серри возобновил тему председательства в Queen’s Group: Се-хён отказался отказаться от поста председателя, и Сана решил держаться подальше от Сери.
В Северной Корее капитан Ри арестовал банду Чол, занимавшуюся рэкетом и убийствами. Хотя Чол осудили, члены его банды организовали ему бегство в Южную Корею, чтобы тот мог отомстить Сери. Когда капитан Ри узнал об этом, он последовал за бандитами, чтобы защитить Сери. Опасаясь за жизнь сына, директор Ли отправил команду Чон Хёка (замаскированную под приезжих спортсменов) в Южную Корею, чтобы схватить бандита там.
В последующих перипетиях Сери удалось преодолеть все ловушки, созданные на пути её братьями (сообщившим о её якобы мятеже, в котором замешаны северокорейские шпионы). Она была ранена, приняв на себя пулю, предназначавшуюся Ри, но выжила. После разрыва помолвки Чон Хека с Со Дэн, он покинул армию, чтобы продолжить карьеру музыканта, Сери стала генеральным директором Queen’s Group и более лояльным лидером по отношению к своим подчиненным. Во время полётов на парапланах в Швейцарии Сери и Чон Хёк снова увидели друг друга. История заканчивается тем, что эти двое ежегодно ездят в Швейцарию, чтобы провести время вместе.

## В ролях
| Актёр        | Роль                      |
| ------------ | ------------------------- |
| Хён Бин      | Ри Джун Хёк               |
| Сон Йеджин   | Юн Се Ри                  |
| Ким Джун Хён | Гу Сын Джун / Альберто Гу |
| Со Джи Хе    | Со Дан                    |

## Производство
Чтобы избежать нарушений «Закона о национальной безопасности 1948 года», который фактически запрещает позитивные упоминания о Северной Корее или клане Ким, авторы сериала использовали выдуманное звание «Почетного Председателя» для обозначения лидеров Северной Кореи, а обязательные для кабинета любого северокорейского чиновника портреты членов семьи Ким обычно были либо размыты, либо помещены в угол кадра.
Большинство сцен, изображающих жизнь в Северной Корее, на самом деле было снято в Монголии, где сохранилось большое количество зданий, построенных при поддержке СССР и имеющих соответствующий внешний вид.

## Саундтрек
1. But It’s Destiny (우연인 듯 운명) — 10cm
2. Flower — Юн Ми-ре
3. Sunset (노을) — Davichi
4. Here I Am Again (다시 난, 여기) — Бек Ё-рин
5. Someday (어떤 날엔) — Ким Джэ-хван
6. Photo of My Mind (내 마음의 사진) — Сонг Га-ин
7. The Hill of Yearning (그리움의 언덕) — April 2
8. The Season of Us (너와 나의 그 계절)
9. All of My Days (나의 모든 날) — Ким Сэ-джон (Gugudan)
10. Like You (좋다) — Со Су-бин, Ким Со-хи (Nature)
11. Let Us Go (둘만의 세상으로 가) — Crush
12. Give You My Heart (마음을 드려요) — IU

## Рейтинги
| № серии     | Дата показа     | AGB Nielsen  | AGB Nielsen |
| № серии     | Дата показа     | Национальный | Сеул        |
| ----------- | --------------- | ------------ | ----------- |
| 1           | 14 декабря 2019 | 6,074%       | 6,558%      |
| 2           | 15 декабря 2019 | 7,845 %      | 7,841 %     |
| 3           | 21 декабря 2019 | 7,414 %      | 7,689 %     |
| 4           | 22 декабря 2019 | 9,499 %      | 9,409 %     |
| 5           | 28 декабря 2019 | 9,730 %      | 9,794 %     |
| 6           | 29 декабря 2019 | 9,223 %      | 9,535 %     |
| 7           | 11 января 2020  | 9,394 %      | 9,738 %     |
| 8           | 12 января 2020  | 11,349 %     | 12,031 %    |
| 9           | 18 января 2020  | 12,516 %     | 12,355 %    |
| 10          | 19 января 2020  | 14,633 %     | 15,903 %    |
| 11          | 1 февраля 2020  | 14,238 %     | 14,648 %    |
| 12          | 2 февраля 2020  | 15,933 %     | 16,413 %    |
| 13          | 8 февраля 2020  | 14,097 %     | 14,620 %    |
| 14          | 9 февраля 2020  | 17,705 %     | 18,612 %    |
| 15          | 15 февраля 2020 | 17,066 %     | 17,406 %    |
| 16          | 16 февраля 2020 | 21,683%      | 23,249%     |
| Средний     | Средний         | 12,150%      | 12,863%     |
| Специальный | 4 января 2020   | 4,810 %      | 4,253 %     |
| Специальный | 5 января 2020   | 3,975 %      | 3,252 %     |
| Специальный | 25 января 2020  | 4,180 %      | 4,283 %     |